# Албрехт фон Хаген
Албрехт фон Хаген (на немски: Albrecht von Hagen) е германски юрист и борец от Съпротивата, участвал в опита за убийство на фюрера Адолф Хитлер от 20 юли 1944 г.

## Биография
Хаген е роден в Ланген, Померания, в имението на благородно семейство от Източна Бранденбург-Померания. След като изучава право в Хайделберг, където се присъединява към Корпуса Саксо-Борусия Хайделберг, а в Кьонигсберг работи за програмата Osthilfe за развитие на аграрната икономика в Източна Германия и частна банка. През 1935 г. той доброволно участва в курсове за обучение на офицери от Вермахта, така че при избухването на Втората световна война той влиза в армията като лейтенант от резерва. По време на мисия в африканската кампания, той се запознава с Клаус фон Щауфенберг, под чието влияние се присъединява към съпротивата срещу нацистите. През май 1944 г. Хаген, заедно с Йоахим Кун, урежда взрива, който трябва да бъде използван при опита за убийство срещу Хитлер. Той е предаден чрез Хелмут Щиф на Клаус фон Щауфенберг, който го използва при нападението във Вълчата бърлога на 20 юли 1944 г.
Хаген е арестуван веднага след неуспешния заговор. Няколко дни по-късно семейството му е задържано. На 8 август 1944 г. германската Народна съдебна палата го осъжда на смърт, като е обесен по-късно същия ден в затвора Пльоцензе в Берлин.